# كارينا سميرنوف
كارينا سميرنوف (الروسية: Карина Смирнова ؛ 2 يناير 1978) راقصة محترفة أمريكية سوفيتية من أصول أوكرانية. عرفت بظهورها كراقصة محترفة في برنامج الرقص مع النجوم ، حيث فازت بالموسم الثالث عشر مع المحارب المخضرم ونجم المسلسلات التلفزيونية جي آر مارتينيز. لقد فازت أيضًا بلقبين للمركز الثاني ، ولقب في نصف النهائي ، وعدة ألقاب في ربع النهائي.

## نشأتها
ولدت كارينا سميرنوف في خاركيف ، الأوكرانية الاشتراكية السوفياتية ، الاتحاد السوفيتي ، وهي من أصل يهودي نصف يوناني ونصف روسي. في الحادية عشرة من عمرها ، بدأت المنافسة في الرقص. اختارت متابعة الرقص. في عام 1993 ، هاجر سميرنوف إلى الولايات المتحدة.
حضرت سميرنوف العديد من المدارس ، بما في ذلك مدرسة نرينكس هال الثانوية في سانت لويس ومدرسة كريستوفر كولومبوس الثانوية في برونكس. في النهاية تخرج من مدرسة برونكس الثانوية للعلوم. تخرج من جامعة فوردهام في مدينة نيويورك بتخصص مزدوج في الاقتصاد وبرمجة نظم المعلومات